# Canals (Valencia)
Canals es un municipio de la Comunidad Valenciana, en España. Situado en el sur de la provincia de Valencia, en la comarca de La Costera. Su población es de 13 415 habitantes (INE 2024).

## Geografía
Situado en la comarca de la Costera, en el valle de Montesa, entre la Serra Grossa y la serra Plana. La mayor parte del municipio es llana, con pequeño sector al sur por donde penetran las estribaciones de la Serra Grossa, donde se alza la Atalaya (556 m s. n. m.) y la Cruz (520 m s. n. m.), en el límite con Ollería, quedando entre ambos el puerto del mismo nombre. El río Cáñoles atraviesa el término en dirección O-NE; el río de los Santos, afluente del Cáñoles, y que nace en la localidad cercana de Alcudia de Crespins, formando dos acequias para riegos en los términos de Játiva y otros municipios de La Costera.
La villa se encuentra en la ribera izquierda del río Cáñoles. Por su proximidad a Alcudia de Crespins forma una conurbación con dicha localidad.
Desde Valencia, se accede a esta localidad a través de la A-7.

### Barrios y pedanías
En cuanto a sus pedanías, incluye en su término a Ayacor, incorporado a finales del siglo XIX y que a su vez comprendía Torre Cerdá (o Torre de los Frailes) incorporada poco antes. La pedanía de Ayacor tiene desde hace unos años un fuerte sentimiento segregación, de recuperación de su estatuto como municipio autónomo. Así, los habitantes de Ayacor han centrado sus esfuerzos en conseguir que el núcleo se considere Entidad Local Menor, y no sólo una pedanía.
El actual barrio de «La Torre» era muy antiguamente un pueblo separado e independiente. Aún hoy en día, La Torre tiene alcaldía pedánea. Los barrios más antiguos son el de «La Torre», el de «San Vicente», donde se encontraba una iglesia románica y los alrededores de la iglesia parroquial de San Antonio Abad.

### Localidades limítrofes
El término municipal de Canals limita con las siguientes localidades:
Alcudia de Crespins, Montesa, Ayelo de Malferit, Cerdá, La Granja de la Costera, Játiva, Llanera de Ranes, Ollería, Torrella y Vallés, todas ellas de la provincia de Valencia.

### Clima
El clima en Canals es mediterráneo, aunque por su situación relativamente alejada de la costa y entre valles, en una ladera de solana (hacia el sureste), los veranos son más calurosos que en otras zonas de la Comunidad Valenciana, registrándose frecuentemente las máximas de toda la región en verano.

## Historia
Históricamente, se estima su fundación entre los años 1240 y 1250, Canals fue muy importante durante la dominación musulmana. Su situación privilegiada junto al río Cáñoles y el río de los Santos le proporcionaba tierras fértiles. Fue en aquella época cuando se construyeron los canales para aprovechar el agua. De ahí el nombre de Canals. En Lérida también existe una población del mismo nombre.
En «La Torre» de Canals (entonces un lugar y ahora barrio) nació el papa Calixto III en 1378.
Es en la pedanía de Ayacor donde nació, también, en 1952, el motorista Ricardo Tormo, bicampeón del mundo.

## Demografía
Canals (Valencia) cuenta con una población de 13 415 habitantes (INE 2024).
| Gráfica de evolución demográfica de Canals entre 1842 y 2021 |
| |
| Población de derecho según los censos de población del INE Población de hecho según los censos de población del INEEn 1887 crece el término del municipio porque incorpora a Ayacor |

## Economía
Los principales cultivos son: patatas, cacahuete, cebollas, melones y fresas. El cultivo más extendido es la naranja en diferentes variedades. Hay en el secano algarrobos y almendros.
La principal actividad económica era la industria. Funcionaban 16 fábricas de géneros de punto, 6 de confección y 2 de hilados. El curtido de pieles constituye una actividad tradicional; hay tres fábricas de aceite, otra de harina, muebles, cajas de cartón, yeso, material de construcción, etc.
En la actualidad solamente persiste una empresa de curtido de pieles.

## Administración y política
| Periodo   | Nombre                                                                | Partido                       |
| --------- | --------------------------------------------------------------------- | ----------------------------- |
| 1979-1983 | Marcelo Pastor Barberà                                                | PSPV-PSOE                     |
| 1983-1987 | Rafael Travé Vera                                                     | ATM                           |
| 1987-1991 | Rafael Travé Vera                                                     | PSPV-PSOE                     |
| 1991-1995 | Antoni Mira Navarro                                                   | PSPV-PSOE                     |
| 1995-1999 | Vicent Felipe Cuenca                                                  | PP                            |
| 1999-2003 | Vicent Felipe Cuenca                                                  | PP                            |
| 2003-2007 | Pascual Durà Barberà Vicent Sancho Fombuena                           | GdC (Gent de Canals)          |
| 2007-2011 | Ricardo Cardona Mollà                                                 | PP                            |
| 2011-2015 | Ricardo Cardona Mollà                                                 | PP                            |
| 2015-2019 | Joan Carles Pérez Pastor (2015-2017)Ricardo Requena Muñoz (2017-2019) | CompromísGdC (Gent de Canals) |
| 2019-2023 | María José Castells Villalta                                          | Compromís                     |
| 2023-act. | Nacho Mira Soriano                                                    | PP                            |

## Patrimonio
- La Lloca, árbol monumental plantado en 1907.
- Iglesia parroquial de San Antonio Abad, construida en el siglo XVII y con decoración churrigueresca en su interior.
- Oratorio de los Borja o «iglesia de la Torre», construida en estilo gótico primitivo (probablemente en el siglo XIII); ha sido reformada en diversas ocasiones.
- Torreón de los Borja, una antigua torre de vigilancia musulmana que se edificó probablemente en el siglo XII, parte de la red de atalayas que ayudaban a comunicar los castillos de Játiva y de Sant Rafel. Posteriormente fue integrada en el Palacio de los Borja, del que es el principal resto que se conserva. Fue restaurada en la década de 1990.
- Ruta de los Borja, ruta cultural dedicada a la impronta de la familia Borja en tierras valencianas, que en Canals comprende los monumentos de la Torre y murallas de los Borja y el Oratorio de los Borja.
- Casino Gran, construido en 1931 con dinero proveniente del gordo de Navidad, que cayó en Canals; cuenta con grandes pinturas que reflejan el Canals de los años 1930. Es la sede de la Cooperativa Agrícola San Antonio Abad y también funciona como bar-restaurante.
- Casino Republicà, un edificio de reuniones, ocio y participación ciudadana y política en los años de la II República. Fue expropiado por el franquismo y convertido en sede de la Falange. Con la democracia se convirtió en Aula de Cultura. Está en proceso de restauración.
- Iglesia parroquial de San Jaime de Ayacor, con un campanario que fue torre de vigilancia de la red comunicación mediante espejos que unía el castillo de Játiva con el de Sant Rafel.
- Los Llavadors de la calle de Valencia, grupo de lavaderos tradicionales; son representativos de los que existían, tanto públicos como privados, durante el recorrido del río Sants por el núcleo urbano.
- Convento de Santa Clara.
- Casa Pareja.

## Cultura

### Música
- Asociación Musical Canalense, banda de música fundada en 1946.
- Unión Musical Santa Cecilia de Canals, banda de música fundada en 1988.

Originalmente existía solo una banda de música, pero debido a unas diferencias entre los socios se separaron en las dos que hay en la actualidad.

### Gastronomía
Son platos muy conocidos el arroz al horno, o las pastas que se reparten el día de San Antonio.
Las habas con hierbabuena, plato típico que se sirve por los festeros a los visitantes en las fiestas de mayo de La torre.

### Fiestas

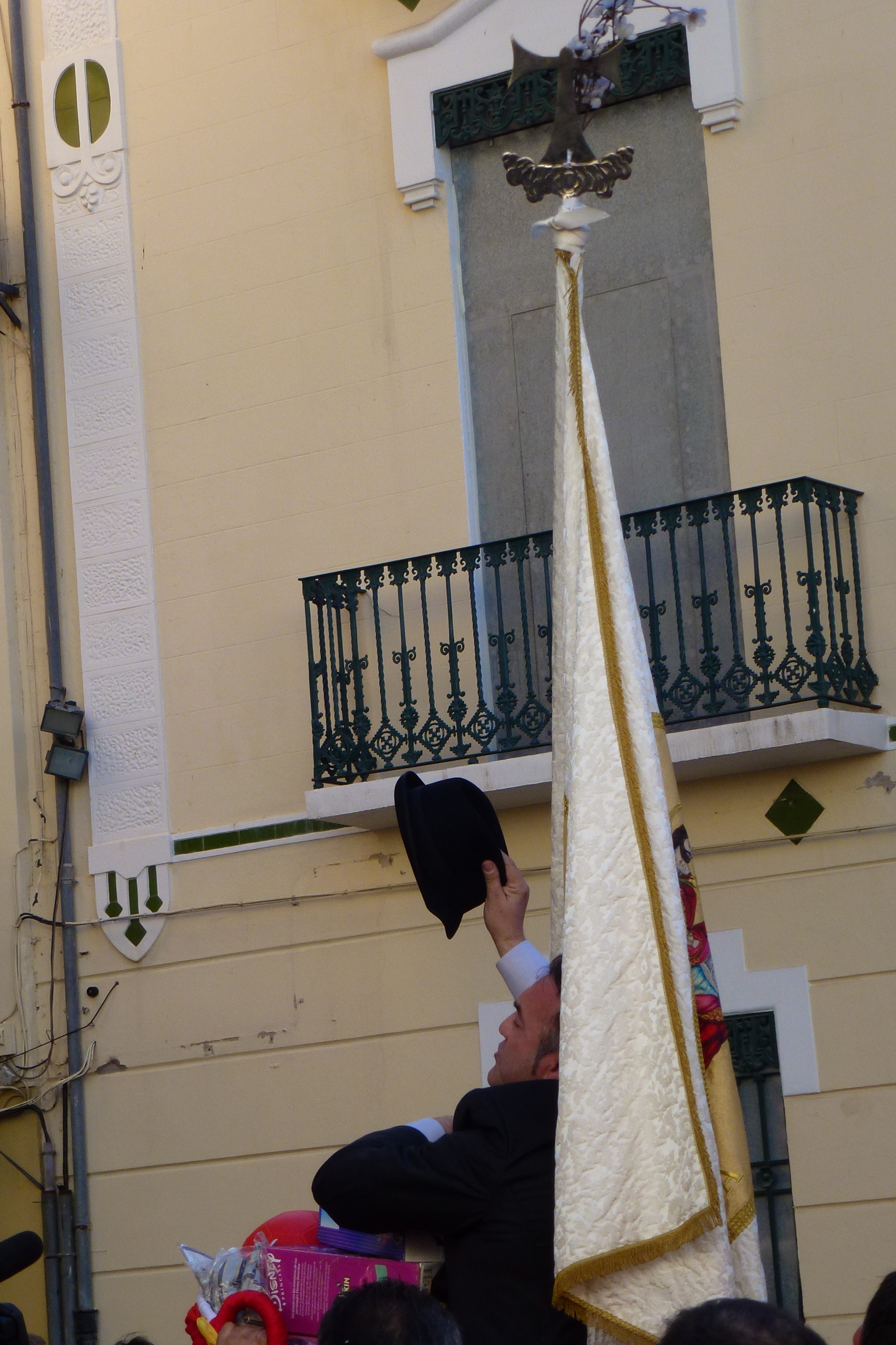
Vitol del Bandera

- San+ Antonio Abad, los días 16, 17 y 18 de enero. Destacan por la quema de la mayor hoguera del mundo,[cita requerida] la foguera en valenciano, y por el día de els parells donde los festeros, reparten por todas las calles del pueblo miles de juguetes montados sobre caballos. Durante esas fiestas, la gente del pueblo recita lo que ellos llaman un «vítol». El vítol dice así: «¡¡Vítol i vítol al nostre patró del poble!!» y la gente responde: «¡¡Vitol!!». Esta práctica adquiere un mayor simbolismo durante la procesión el día 17 en la que la gente grita el vítol durante el recorrido. Los festeros y las festeras también lo vitorean constantemente en todos su actos. Los festeros pueden ser de dos a los que quieran. Suelen ser grupos familiares o de amigos que se apuntaron años atrás para serlo. Hay un festero que asume el papel de Bandera (es el representante de San Antonio Abad, el cual antiguamente y ahora, va por todo el pueblo de Canals repartiendo juguetes encima de un burro) y otro que es el Cuiro. El Bandera es el más importante y es el encargado de recitar el vitol final en los actos. Su indumentaria es un traje oscuro y un sombrero que lanza al final de la fiesta y el que lo coge obtiene entradas para la cena en la que se sirve arroz al horno. Estas fiestas son muy interesantes para los turistas porque son muy intensas y por la expectacularidad de la foguera y los parells. Se dice que esta fiesta se realiza desde que hubo un terremoto tan fuerte que San Antonio cubrió todo el pueblo, el cual no le pasó nada y los pueblos de alrededor se quedaron destrozados, y se hace agradeciendole lo que hizo en ese momento por el pueblo.
- Feria de Septiembre. El segundo fin de semana de septiembre se celebra la feria. En estas fiestas destacan las paellas, la «zona joven», la fiesta de disfraces y el desfile de moros y cristianos.

## Hermanamiento
El pueblo de Canals está hermanado con Figline Valdarno, una localidad italiana. También con La Güera en la población de Auserd de Campos de Refugiados de Tinduf, en Argelia.